# Cá đuối bồng hoa vện
Cá đuối bồng hoa vện (tên khoa học Himantura uarnak) là một loài cá đuối ó trong họ Dasyatidae. Loài này thường sinh sống ở các vùng nước ven biển Tây Ấn Độ Dương bao gồm Biển Đỏ, Natal và Biển Ả Rập; thậm chi di cư đến phía đông Địa Trung Hải. Chúng là một loài cá đuối lớn, có thể đạt kích thước chiều rộng lên đạt đến 2 m (6,6 ft).

## Hình ảnh

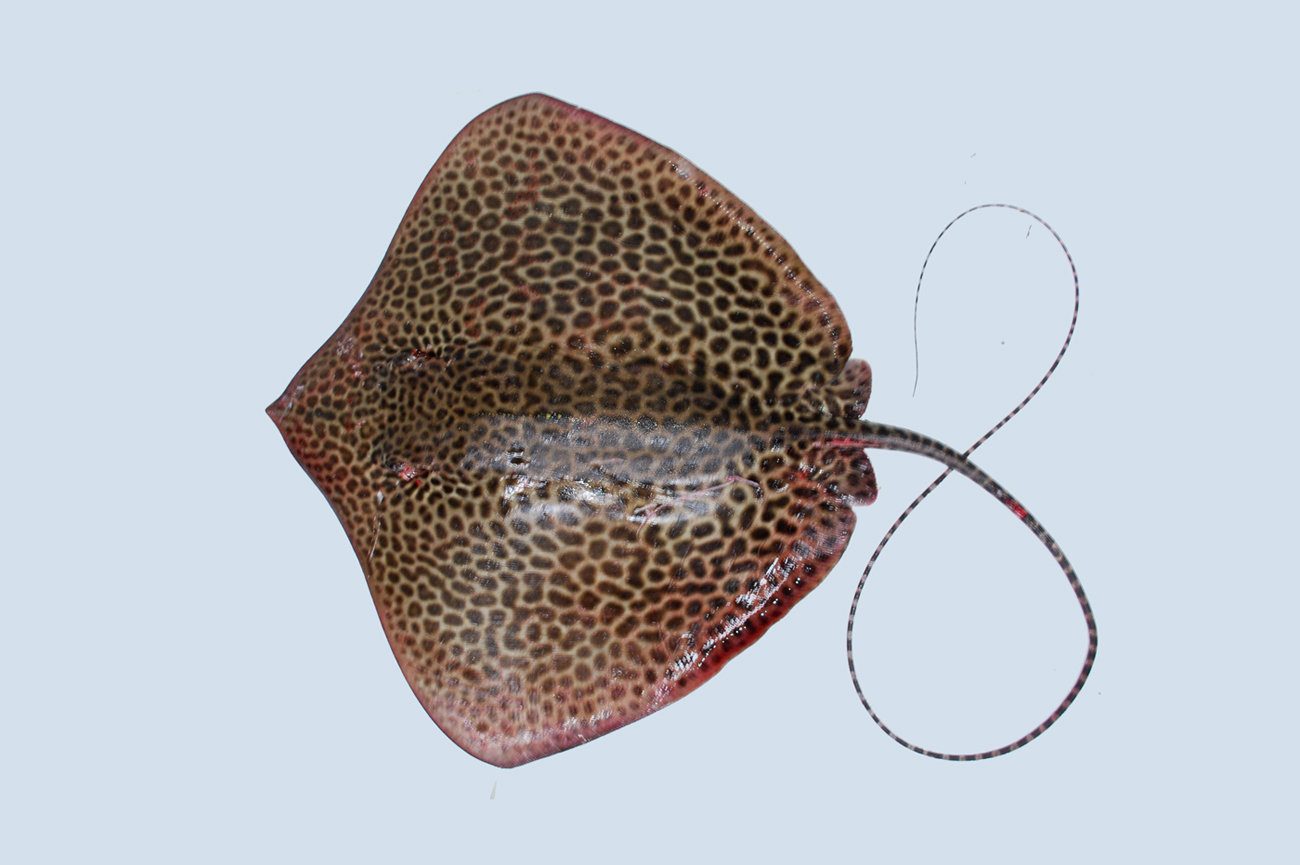
Lưng trên của loài H. uarnak có nhiều đốm đen nhỏ trên nền sáng tạo thành các họa tiết hoa vện.
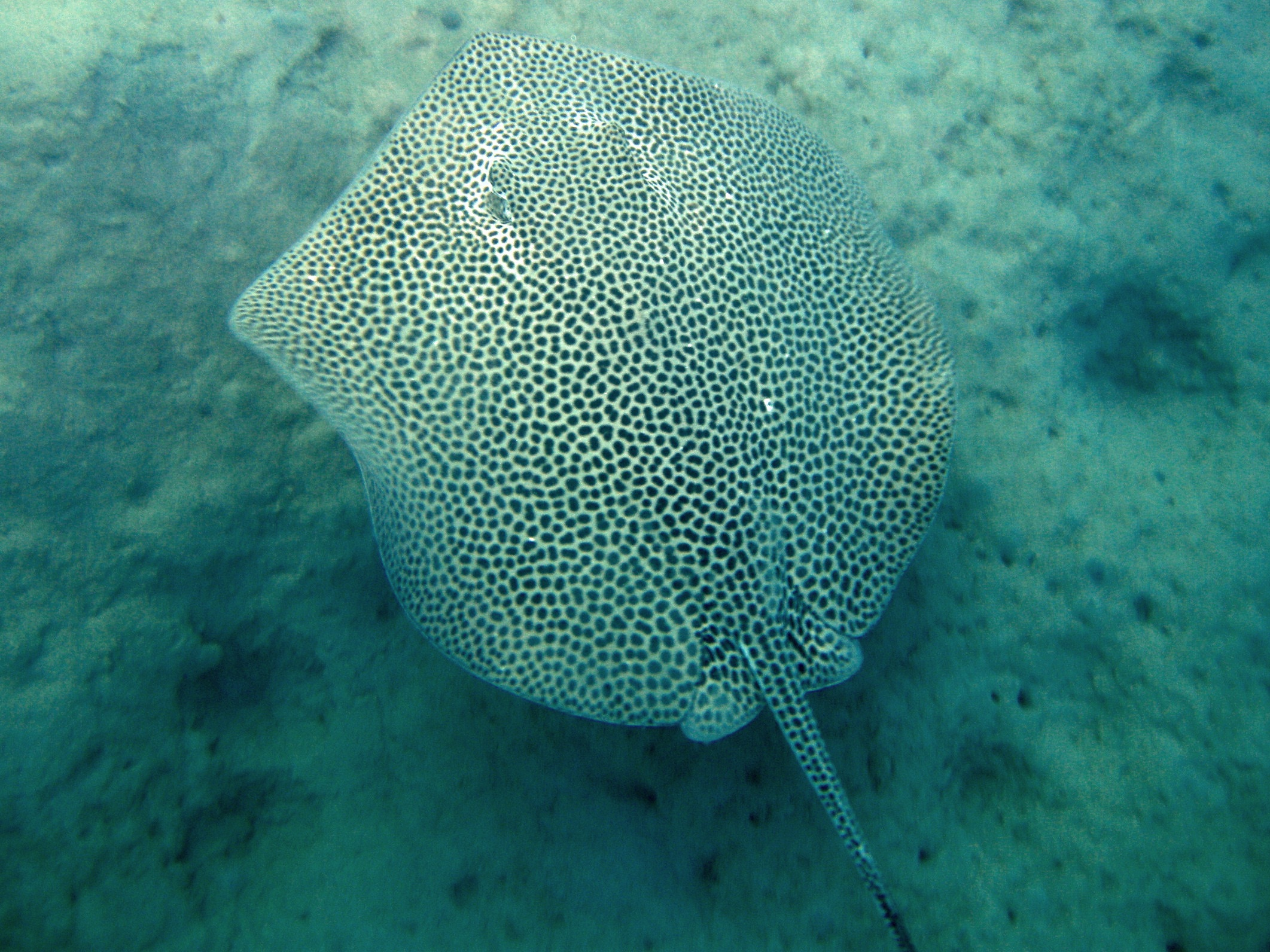
H. uarnak thường xuất hiện ở các vùng đáy biển có trầm tích mịn.
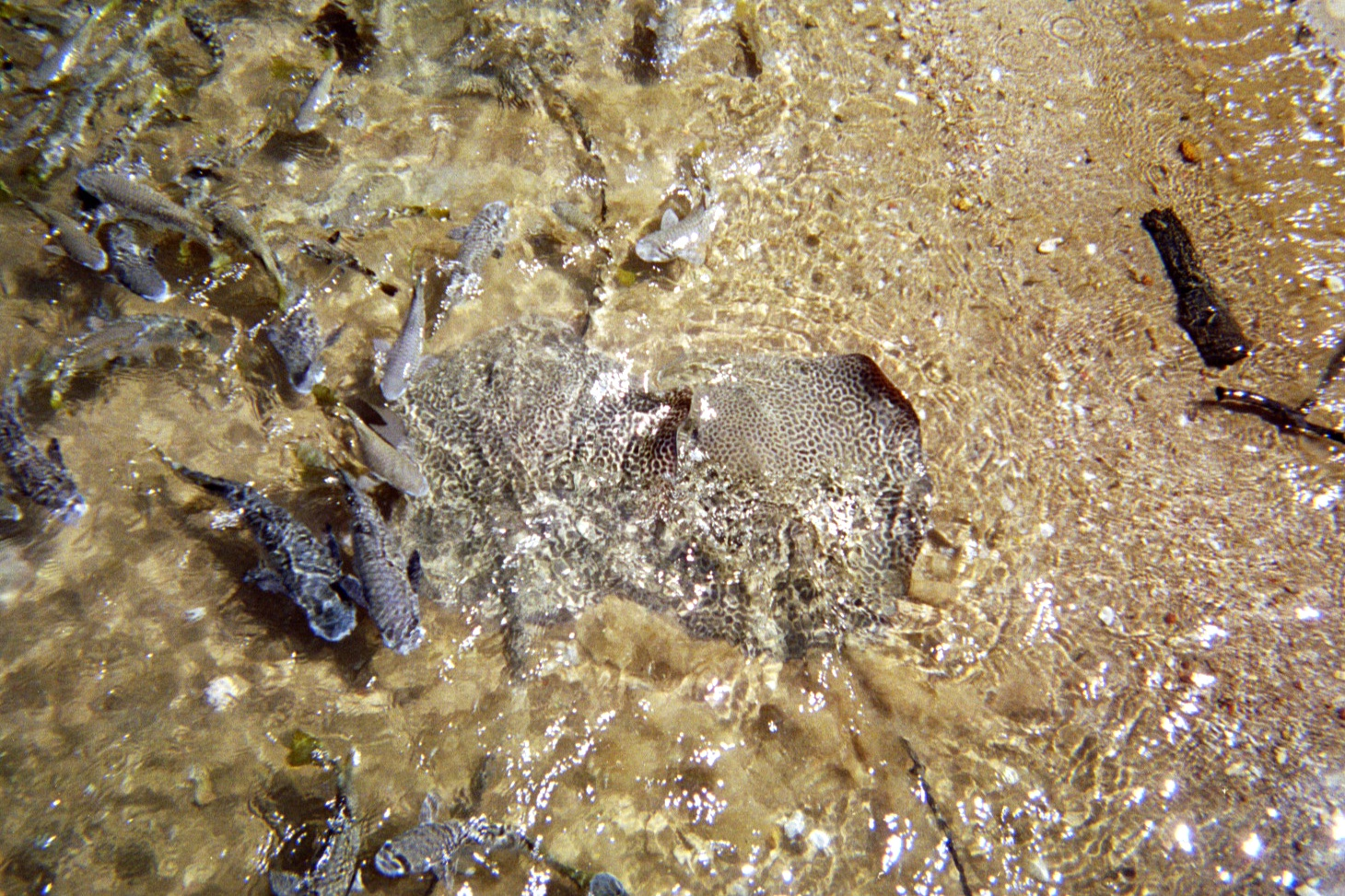
Hai con H. uarnak và những con cá khác đang được cho ăn trên một bãi biển gần Darwin, Australia.
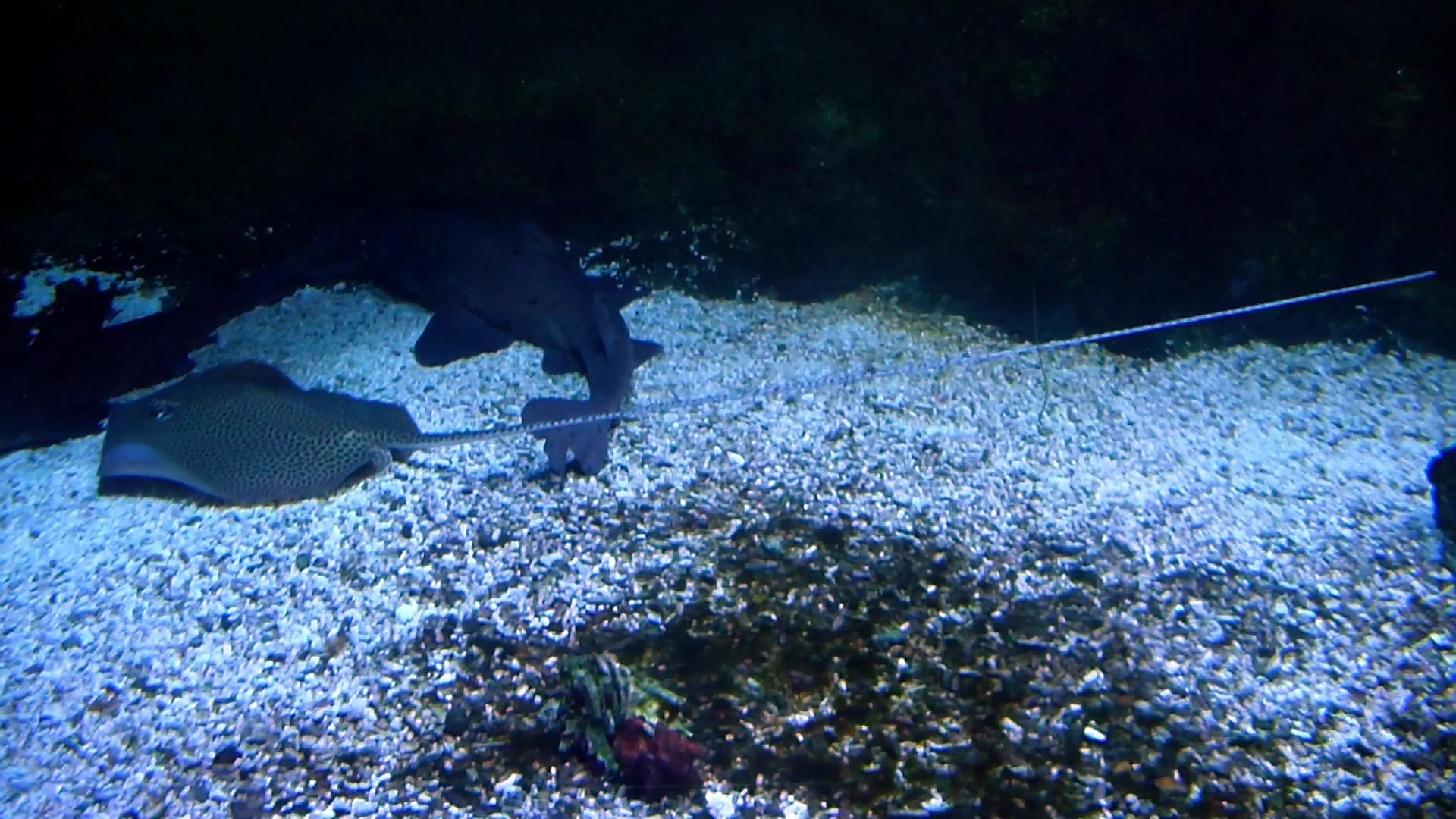
Một con H. uarnak tại Thủy cung Nhiệt đới Palais de la Porte Dorée ở Paris.